# Республика острова Роз

«Марки» Республики острова Розы после её ликвидации: момент взрыва платформы (слева) и надпечатка «Военная оккупация Италии» (1968)

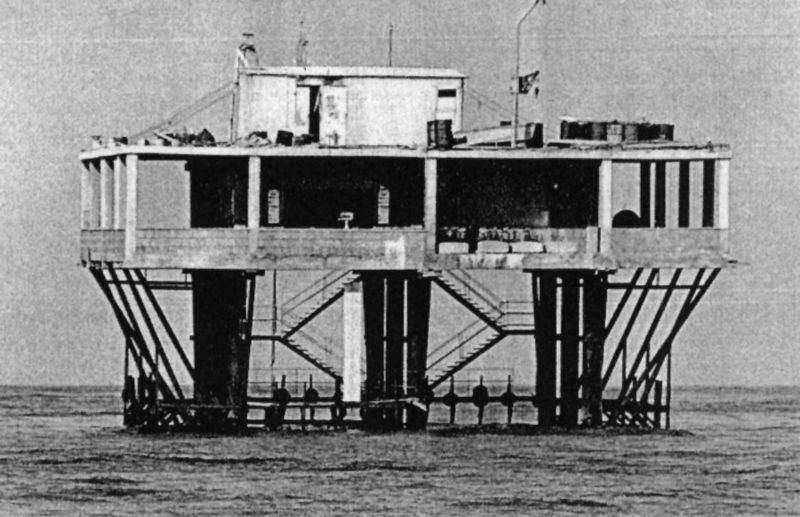

Республика острова Роз (эсп. Respubliko de la Insulo de la Rozoj, итал. Repubblica dell'Isola delle Rose) — государственное образование, располагавшееся на антропогенной платформе 
Было создано в 1967 году (1 мая 1968 провозглашено независимой республикой) итальянским инженером Джорджо Розой (итал. Giorgio Rosa; 1925—2017), который профинансировал строительство платформы площадью в 400 квадратных метров, на которой расположил коммерческие предприятия, включая ресторан, бар, ночной клуб, сувенирный магазин и почтовое отделение. В некоторых докладах упоминается о существовании радиостанции, но эта информация остаётся неподтверждённой. Официальным языком республики стал эсперанто. История событий рассказывается в фильме «Невероятная история Острова роз».

## Реакция Италии
Правительство Италии рассматривало государство-островок как уловку для того, чтобы собрать деньги с туристов, избегая национального налогообложения.
26 июня (по другим данным — 25 июня) 1968 года группа карабинеров и налоговых инспекторов прибыла на платформу и взяла её под свой контроль. После этого совет министров платформы-государства послал телеграмму итальянскому правительству в знак протеста против «нарушения её суверенитета и причинения вреда местному туризму путём военной оккупации», но эта телеграмма была проигнорирована. После того как платформа была разрушена двумя взрывами (11 и 13 февраля 1969 года), Джорджио Роза сформировал правительство в изгнании.

## Последствия
Жители города Римини (который находился в 11 км от платформы) начали собирать подписи и отправили телеграмму президенту Италии Джузеппе Сарагату, в котором было написано:

Уничтожение острова Розы и изгнание жителей платформы является жестоким актом, который связан с непрофессионализмом и невозможностью эффективного решения проблемы. Все жители ривьеры осудили этот акт вандализма, включая моряков, всех работников и владельцев отелей на Адриатическом побережье. Жители Адриатического побережья.
— 
В 2020 году вышел художественный фильм итальянского режиссёра Сиднея Сибилиа «Невероятная история Острова роз» (итал. L’incredibile storia dell’Isola delle Rose).